# Nucșoara
Nucșoara là một xã thuộc hạt Argeș, România. Dân số thời điểm năm 2002 là 1709 người.